# Pjesma Eurovizije 1957.
Eurovizija 1957. je bila 2. Eurovizija. Ove godine je više ljudi pratilo Euroviziju putem televizora, ali je još uvijek većina slušala preko radija. Walter Andreas Schwarz je 1956. završio drugi, pa je zato Njemačka dobila organizaciju. Nakon ove godine su pjesme limitirane na 3 minute, jer je ove godine talijanska pjesma trajala 5:09 minuta, a pjesma Ujedinjenog Kraljevstva samo 1:52 minute. Austrija, Danska i Ujedinjeno Kraljevstvo su debitirali ove godine.
Pobijedila je Nizozemska s pjesmom Net als toen koju je pjevala Corry Brokken. Osvojila je 31 bod (14 bodova ispred drugoplasirane Francuske koju je predstavljala Paule Desjardins s pjesmom La belle amour).

## Rezultati
| Broj | Zemlja                 | Jezik      | Pjevač                         | Pjesma                          | Pozicija | Bodovi |
| ---- | ---------------------- | ---------- | ------------------------------ | ------------------------------- | -------- | ------ |
| 01   | Belgija                | nizozemski | Bobbejaan Schoepen             | "Straatdeuntje"                 | 8        | 5      |
| 02   | Luksemburg             | francuski  | Danièle Dupré                  | "Amours mortes (tant de peine)" | 4        | 8      |
| 03   | Ujedinjeno Kraljevstvo | engleski   | Patricia Bredin                | "All"                           | 7        | 6      |
| 04   | Italija                | talijanski | Nunzio Gallo                   | "Corde della mia chitarra"      | 6        | 7      |
| 05   | Austrija               | njemački   | Bob Martin                     | "Wohin, kleines Pony?"          | 10       | 3      |
| 06   | Nizozemska             | nizozemski | Corry Brokken                  | "Net als toen"                  | 1        | 31     |
| 07   | Njemačka               | njemački   | Margot Hielscher               | "Telefon, Telefon"              | 4        | 8      |
| 08   | Francuska              | francuski  | Paule Desjardins               | "La belle amour"                | 2        | 17     |
| 09   | Danska                 | danski     | Birthe Wilke & Gustav Winckler | "Skibet skal sejle i nat"       | 3        | 10     |
| 10   | Švicarska              | francuski  | Lys Assia                      | "L'enfant que j'étais"          | 8        | 5      |

## Karta
██ Zemlje koje se natječu